# Halicyclops tenuispina
Halicyclops tenuispina – gatunek widłonoga z rodziny Halicyclopidae. Nazwa naukowa tych skorupiaków została opublikowana w 1924 roku przez brytyjskiego zoologa Roberta Beresforda Seymoura Sewella.